# Cairo Military Academy Stadium
Das Cairo Military Academy Stadium (arabisch إستاد الكلية الحربية بالقاهرة, DMG Istād al-Kullīyah al-Ḥarbīyah bil-Qāhira; deutsch Kairo-Militärakademie-Stadion) ist ein Fußballstadion mit Leichtathletikanlage im nordwestlichen Stadtteil Heliopolis der ägyptischen Hauptstadt Kairo, Gouvernement al-Qahira. 

## Geschichte
Das Cairo Military Academy Stadium wurde für die Sportmannschaften und Sportler der Militärakademie gebaut und 1989 eröffnet. 2005 und 2009 wurde es renoviert und bietet 28.500 Zuschauerplätze. Außer einem kleinen Dach auf der Haupttribüne ist die Sportstätte unüberdacht. Neben dem Cairo International Stadium tragen hier die rivalisierenden Fußballvereine al Ahly Kairo und der al Zamalek SC aus Gizeh ihre Heimspiele aus. Die Anlage war einer von sechs Spielorten der Fußball-Afrikameisterschaft 2006.